# Sangram Singh I
Sangram Singh I o Sangarama Singh (conegut també com a Rana Sanga) fou sobirà rajput del Mewar del 1509 al 1528, amb capital a Chitor (Chitawr). Fou enemic declarat dels sobirans musulmans abans de la formació de l'Imperi Mogol.
Va succeir a Rai Mal Singh i als primers anys es va dedicar a consolidar el seu poder al Mewar i enfront dels veïns musulmans. A Malwa el sultà Mahmud Shah II Khalji (1511-1531) es va enfrontar al seu visir Medini Rai (aquest nom era un títol que li havia concedit el sultà, abans era un senyor rajput anomenat Ray Chand Purbiya) i el 1517 el sobirà va abandonar la capital Mandu i va anar al Gujarat on va demanar ajut a Muzaffar Shah II que no va tardar a envair Malwa per restablir al sultà en tot el seu poder. Medini o Medni Ray al saber la invasió, va deixar al seu fill Ray Pithora a Mandu i se'n va anar a Chitor i va demanar el suport del rana. Muzaffar II mentre va assaltar Mandu i la va ocupar el 15 de febrer de 1518 fent matar a tots els rajputs que havien defensat el fort fins al final. Va reinstal·lar a Mahmud i després va retornar a Gujarat deixant deu mil homes com a protecció del sultà. El rana Sanga (Sangarama) va ocupar llavors Mandasore i pel seu costat Medni Ray va ocupar Chanderi, mentre el senyor de Satwa, Sikandar Khan, es va declarar independent. Mahmud només controlava un territori no gaire gran a l'entorn de Mandu i ja no va provar de recuperar els territoris perduts. Mahmud fou fet presoner per Rana Sanga (1519) que a l'any següent el va alliberar contra el pagament d'un rescat i l'enviament a Chitor de diversos ostatges (1520). El 1521 Rana Sanga va rebutjar un atac del sultà de Gujarat dirigides pel seu general Malik Ayaz.
Rana Sanga no obstant va negociar la pau doncs aspirava a conquerir el sultanat de Delhi que estava en mans dels Lodis. Aquestos, amenaçats, van envair Mewar, però l'expedició fou rebutjada en gran part perquè el general afganes d'Ibrahim Lodi (1517-1526), de nom Husayn Khan Farmuli, va fer traïció al seu senyor. L'autoritat de Mewar es va estendre cap a Malwa i fins a Kalpi a la riba de Jamna. Rana Sanga va proposar al mogul Baber una expedició concertada contra Ibrahim Lodi. Baber va aconseguir la victoria a la primera batalla de Panipat, mentre Rana Sanga ocupava Gujarat; però Baber va optar per establir una sobirania pròpia i el 1527 va derrotar a Rana Sanga a la batalla de Khanua prop de Fatehpur Sikri, i va sotmetre el Mewar i el 1528 les seves forces eren davant Chanderi a la frontera entre Bundelkhand i Malwa. Rana Sanga va morir el 1528 quan tenia només 46 anys. Va pujar al tron Ratan Singh (1528-1531) però ja sota autoritat mogol.